# Fred Marriott

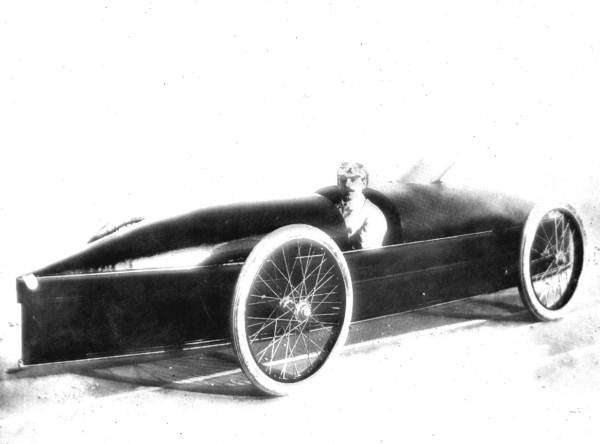
Fred Marriott y el Stanley Rockett

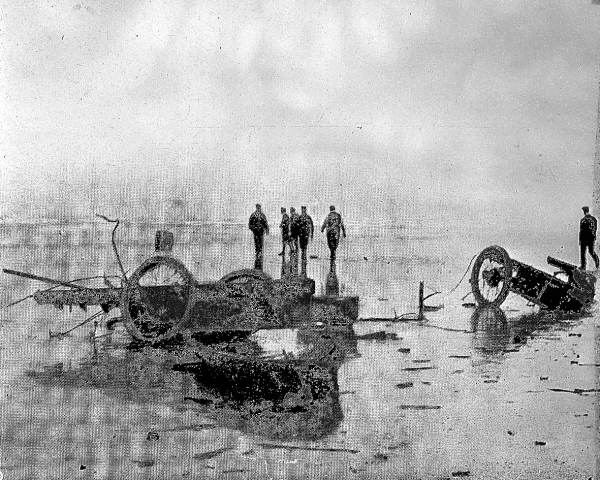
El "Stanley Rocket" destrozado (1907)

Fred Marriott (31 de diciembre de 1872 - 28 de abril de 1956) fue un piloto automovilístico estadounidense, conocido por batir el récord mundial de velocidad en 1906 en un automóvil de vapor.

## Semblanza
Marriott batió el récord mundial de velocidad en tierra en 1906, con un registro de 127,659 mph (205,5 km/h), logrado en la pista de Daytona Beach al volante de un coche de vapor, el Stanley Rocket.
Este récord le supuso a la compañía Stanley recibir el Trofeo Dewar. Una tripulación de cuatro acompañó el automóvil a Daytona, y Marriott fue escogido para pilotar el coche por  ser el único de los cuatro con estudios.
En un nuevo intento de batir el récord, Marriot pilotó una versión mejorada del automóvil en Daytona en 1907. Sin embargo, el coche perdió el control a una velocidad estimada de 140-150 mph (225-240 km/h), salió volando, y se partió por la mitad tras el impacto. Marriott resultó herido y ya no hizo ningún otro intento de romper el récord después de recuperarse.

## Nuevo récord
El récord de velocidad de Marriott logrado con un automóvil de vapor, fue finalmente roto más de 100 años después, en agosto de 2009, cuando Charles Burnett III del equipo británico "Inspiration" registró una velocidad media de 139,843 mph (225,06 km/h) en la Base de Fuerza de Aire de Edwards en California.